# George Ripley (Kanoniker)

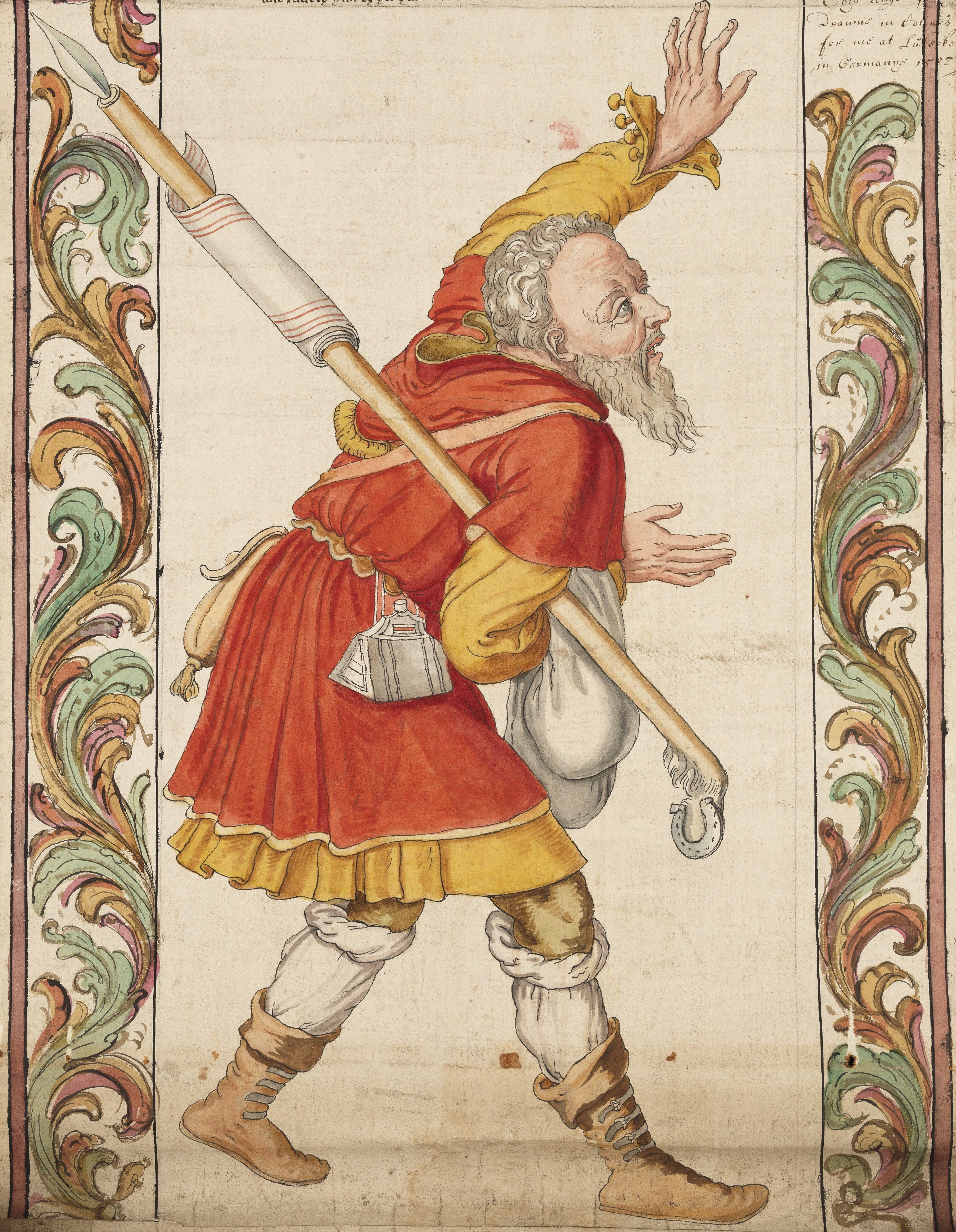
Illustration von George Ripley

George Ripley (* um 1415; † 1490) war einer der bedeutendsten englischen Alchemisten.

## Leben
Über sein Leben ist wenig bekannt. Vermutlich lebte er in der zweiten Hälfte des 15. Jahrhunderts als Chorherr im Augustiner-Orden in Bridlington Priory in Yorkshire. Neben seiner kirchlichen Aufgabe widmete er sich auch der Naturforschung und der Alchemie. Um seine Kenntnisse zu erweitern, unternahm er Reisen nach Frankreich, Deutschland und Italien. Für einige Zeit lebte er in Rom, wo er von Papst Innozenz VIII. 1477 zum Kammerherrn ernannt wurde und seine Studien noch intensiver fortführen konnte. Als er 1478 nach England zurückkehrte, behauptete er, im Besitz der Rezeptur zur Herstellung des Steins der Weisen zu sein, der unter anderem auch das Goldmachen ermöglichen sollte. Er will das Geheimnis in Löwen erfahren haben, von wo er an den englischen König Edward IV. schrieb. Zweihundert Jahre später erinnerte Elias Ashmole an die alten Überlieferungen, wonach Ripley den Johanniterrittern für ihren Kampf zur Verteidigung ihres Ordenssitzes auf Rhodos gegen die belagernden Osmanen angeblich jährlich 100.000 Pfund Sterling zugewendet hat, was für Ashmole der klare Beweis für seine Beherrschung des Goldmachens war. Die Teile der Biographie scheinen fiktiven Teilen der Biographie von Ramon Llull nachgeahmt (Lawrence Principe).
Mit dem Zuwachs wissenschaftlicher Erkenntnisse überschritt die Alchemie ab Mitte des 15. Jahrhunderts, der Zeit George Ripleys, immer mehr die Grenze zur Betrügerei.  Die Kirche distanzierte sich nach und nach von der spekulativen Alchemie, die zudem viele heidnische Elemente enthielt. Ripley wurde von den Augustinern verstoßen und wechselte zum Karmeliterorden in Boston (Lincolnshire), wo er 1490 starb.
In seinem Werk The Compound of Alchemy (1471) beschreibt Ripley in bilderreichen und völlig unverständlichen Versen die 12 Stufen (The Twelve Gates) des alchemistischen Weges zur Bereitung des Steins der Weisen. Einige der ihm zugeschriebenen Schriften sind Unterschiebungen späterer Autoren.
Irenäus Philalethes bezieht sich in seinem Ripley revived und Marrow of Alchemy auf ihn.

## Werke
- Opera omnia chemica, Frankfurt 1614
- Chymische Schriften Georgi Riplaei, Erfurt 1624
- The Compound of Alchymy (1471)
  - unter anderem in Theatrum Chemicum Britannicum nachgedruckt und in The compound of alchemy and other of his works, London 1591
- The Alchemical Scrolls
- The Mistery of Alchymists
- The Bosome-Book
- Liber Secretisimus
- Five Preparations of the Philosopher’s Mercury
- A Treatise of Mercury and the Philosophers Stone
- Cantilena
- Medulla Alchemiae, Manuskript in British Library, Sloane Collection (von 1476, dem Erzbischof von York gewidmet)

Schriften von ihm sind im Theatrum Chemicum, Theatrum Chemicum Britannicum und der Bibliotheca Chemica Curiosa nachgedruckt.